# Ceramiaceae
Famille
Les Ceramiaceae sont une famille d’algues rouges de l’ordre des Ceramiales. 

## Étymologie
Le nom vient du genre type Ceramium, dérivé du grec κέρατος / kératos, « en forme de corne », illustrant la morphologie des apex fourchus ou « extrémités enroulées en crosse ».
Une autre hypothèse fait remonter l'étymologie au grec κέραμον / kéramon, « vaisselle d'argile » ou de κεραμικός / keramikós, céramique, terme impropre car s'appliquant à l'origine à la description des structures reproductives de Gracilaria qui ressemblent à des cruches en céramique.

## Liste des sous-familles, tribus, et genres
Selon AlgaeBase (26 juillet 2013) :
- tribu des Skeletonelleae A.J.K.Millar & O.De Clerck
- sous-famille des Ceramioideae De Toni
  - tribu des Antithamnieae Hommersand
  - tribu des Bornetieae R.N.Baldock & H.B.S.Womersley
  - tribu des Ceramieae (Dumortier) F.Schmitz
  - tribu des Dohrnielleae
  - tribu des Heterothamnieae E.M.Wollaston
  - tribu des Pterothamnieae A.Athanasiadis
  - tribu des Scagelieae A.Athanasiadis
  - tribu des Scagelothamnieae A.Athanasiadis
- sous-famille des Compsothamnioideae De Toni
  - tribu des Delesseriopseae
  - tribu des Halosieae M.Cormaci & G.Furnari
  - tribu des Lasiothalieae H.B.S.Womersley
  - tribu des Radiathamnieae Gordon-Mills & Kraft
  - tribu des Warrenieae F.Schmitz
- sous-famille incertae sedis
  - tribu incertae sedis

Selon ITIS (26 juillet 2013) :
- genre Aglaothamnion
- genre Anotrichium
- genre Antithamnion
- genre Antithamnionella
- genre Bornetia
- genre Callithamnion
- genre Centroceras
- genre Ceramium
- genre Compsothamnion
- genre Corynospora
- genre Crouania
- genre Griffitsia
- genre Gymnothamnion
- genre Haloplegma
- genre Halurus
- genre Hollenbergia
- genre Lejolisia
- genre Mesothamnion
- genre Microcladia
- genre Neoptilota
- genre Platythamnion
- genre Pleonosporium
- genre Plumaria
- genre Ptilota
- genre Ptilothamnion
- genre Ptilothamniopsis
- genre Rhododictyon
- genre Scagelia
- genre Scagelonema
- genre Seirospora
- genre Spermothamnion
- genre Sphondylothamnion
- genre Spyridia
- genre Tiffaniella
- genre Trailliella E. A. L. Batters
- genre Wrangelia C. A. Agardh

Selon NCBI (26 juillet 2013) :
- genre Acrothamnion
- genre Aglaothamnion
- genre Anotrichium
- genre Antithamnion
- genre Antithamnionella
- genre Aristoptilon
- genre Balliella
- genre Callithamnion
- genre Campylaephora
- genre Carpoblepharis
- genre Carpothamnion
- genre Centroceras
- genre Ceramium
- genre Compsothamnion
- genre Corallophila
- genre Crouania
- genre Dasyphila
- genre Dasythamniella
- genre Diapse
- genre Euptilocladia
- genre Euptilota
- genre Falklandiella
- genre Gayliella
- genre Georgiella
- genre Griffithsia
- genre Gulsonia
- genre Gymnothamnion
- genre Halurus
- genre Herpochondria
- genre Heteroptilon
- genre Heterothamnion
- genre Hollenbergia
- genre Inkyuleea
- genre Involucrana
- genre Irtugovia
- genre Lejolisia
- genre Microcladia
- genre Monosporus
- genre Muellerena
- genre Neoptilota
- genre Perikladosporon
- genre Platythamnion
- genre Pleonosporium
- genre Plumaria
- genre Psilothallia
- genre Pterothamnion
- genre Ptilocladia
- genre Ptilota
- genre Reinboldiella
- genre Rhodocallis
- genre Scagelia
- genre Sciurothamnion
- genre Seirospora
- genre Shepleya
- genre Spermothamnion
- genre Sphondylothamnion
- genre Spongoclonium
- genre Spyridia
- genre Tetrathamnion
- genre Warrenia
- genre Wrangelia

Selon World Register of Marine Species (26 juillet 2013) :
- genre Ardreanema R.E.Norris & I.A.Abbott, 1992
- genre Boreothamnion M.J.Wynne, 1980
- genre Boryna Grateloup ex Bory de Saint-Vincent, 1822
- genre Calliclavula C.W.Schneider, 1989
- genre Callidictyon J.N.Norris & I.A.Abbott, 1995
- sous-famille des Callithamnioideae De Toni
- sous-famille des Ceramiaceae incertae sedis
- sous-famille des Ceramioideae De Toni
- non-classé Bornetieae R.N. Baldock & H.B.S. Womersley, 1998
- non-classé Ceramieae (Dumortier) Schmitz, 1889
- non-classé Ceramioideae
- non-classé Dasyphileae Schmitz, 1889
- non-classé Dohrnielleae
- non-classé Heterothamnieae Wollaston, 1968
- non-classé Pterothamnieae A. Athanasiadis, 1996
- non-classé Scagelieae A. Athanasiadis
- non-classé Scagelothamnieae A. Athanasiadis
- sous-famille des Compsothamnioideae De Toni
- non-classé Halosieae M. Cormaci & G. Furnari
- non-classé Lasiothalieae H.B.S. Womersley, 1998
- non-classé Radiathamnieae Gordon-Mills & Kraft, 1981
- non-classé Warrenieae Schmitz, 1889
- genre Gulsoniopsis Hommersand, 1963
- tribu des Gymnothamnieae M. Kajimura, 1989
- genre Irtugovia Perestenko, 1994
- tribu des Liagorothamnieae J.M. Huisman, D.L. Ballantine & M.J. Wynne
- genre Ossiella A.J.K.Millar & I.A .Abbott, 1997
- genre Pandorella G. Feldmann, 1947
- genre Pterocladiopsis Ercegovic, 1963
- genre Seagriefia Stegenga, Bolton & Anderson, 1997
- tribu des Skeletonelleae
- genre Trichoceras Kützing, 1849
- genre Zonariophila Stegenga & Kemperman, 1996
- genre Ascocladium Nägeli, 1861
- genre Episperma Rafinesque, 1814
- genre Herpothamnion Nägeli, 1862
- genre Microgelidiopsis Ercegovic, 1980
- genre Poecilothamnion Nägeli, 1847
- genre Gaillona Bonnemaison, 1828
- genre Grateloupia Bonnemaison, 1822

Selon World Register of Marine Species (26 juillet 2013) :
- genre Acrothamnion J.Agardh, 1892
- genre Acrothamniopsis Athanasiadis & Kraft, 1996
- genre Amoenothamnion Wollaston, 1968
- genre Antithamnion Nägeli, 1847
- genre Antithamnionella Lyle, 1922
- genre Ardreanema R.E.Norris & I.A.Abbott, 1992
- genre Balliella H.Itono & T.Tanaka, 1973
- genre Boreothamnion M.J.Wynne, 1980
- genre Bornetia Thuret, 1855
- genre Boryna Grateloup ex Bory de Saint-Vincent, 1822
- genre Calliclavula C.W.Schneider, 1989
- genre Callidictyon J.N.Norris & I.A.Abbott, 1995
- genre Callithamniella Feldmann-Mazoyer, 1938
- genre Campylaephora J.Agardh, 1851
- genre Carpoblepharis Kützing, 1843
- genre Centroceras Kützing, 1842 '1841'
- genre Centrocerocolax A.B.Joly, 1966
- genre Ceramium Roth, 1797
- genre Corallophila Weber-van Bosse, 1923
- genre Dasyphila Sonder, 1845
- genre Delesseriopsis Okamura, 1931
- genre Dohrniella Funk, 1922
- genre Elisiella Womersley, 1998
- genre Episporium Möbius, 1885
- genre Gayliella T.O.Cho, L.J.McIvor & S.M.Boo, 2008
- genre Gulsoniopsis Hommersand, 1963
- genre Gymnothamnion J.Agardh, 1892
- genre Halosia Cormaci & G.Furnari, 1994
- genre Herpochondria F.Schmitz & Falkenberg, 1897
- genre Heterothamnion J.Agardh, 1892
- genre Hollenbergia Wollaston, 1972
- genre Irtugovia Perestenko, 1994
- genre Lasiothalia Harvey, 1855
- genre Laurenciophila Stegenga, 1986
- genre Leptoklonion Athanasiadis, 1996
- genre Macrothamnion Wollaston, 1968
- genre Microcladia Greville, 1830
- genre Muellerena F.Schmitz, 1897
- genre Ochmapexus Womersley, 1998
- genre Ossiella A.J.K.Millar & I.A .Abbott, 1997
- genre Pandorella G. Feldmann, 1947
- genre Perikladosporon Athanasiadis, 1996
- genre Perischelia J.Agardh ex Kylin, 1956
- genre Perithamnion J.Agardh, 1892
- genre Platythamnion J.Agardh, 1892
- genre Plumariella Okamura, 1930
- genre Pterocladiopsis Ercegovic, 1963
- genre Pterothamnion Nägeli, 1855
- genre Radiathamnion Gordon-Mills & Kraft, 1981
- genre Reinboldiella De Toni, 1895
- genre Scagelia E.M.Wollaston, 1972
- genre Scageliopsis E.M.Wollaston, 1981
- genre Scagelothamnion Athanasiadis, 1996
- genre Sciurothamnion De Clerck & Kraft, 2002
- genre Seagriefia Stegenga, Bolton & Anderson, 1997
- genre Skeletonella A.J.K.Millar & De Clerck, 2007
- genre Sympodothamnion Itono, 1977
- genre Syringocolax Reinsch, 1875
- genre Tetrathamnion Wollaston, 1968
- genre Trichoceras Kützing, 1849
- genre Trithamnion Wollaston, 1968
- genre Warrenia Harvey ex F.Schmitz & Hauptfleisch, 1897
- genre Zonariophila Stegenga & Kemperman, 1996